# 나제나제 분석
나제나제 분석(일본어: なぜなぜ分析), 파이브 와이즈(Five whys), 다섯 가지 왜, 다섯 단계의 왜, 5가지 이유는 특정 문제의 근본적인 원인과 결과 관계를 탐색하는 데 사용되는 반복적인 의문 기법이다. 이 기법의 주된 목표는 "왜?"라는 질문을 반복하여 결함이나 문제의 근본 원인을 파악하는 것이다. 다섯 번, 매번 현재의 "왜"를 이전 "왜"에 대한 답으로 안내한다. 이 방법은 이렇게 묻는 다섯 번째 '왜'에 대한 대답이 문제의 근본 원인을 밝혀야 한다고 주장한다.
이 기법은 토요타 자동차의 오노 다이이치가 설명했다. 토요타와 다른 곳의 다른 사람들은 근본 원인 분석 도구로서 너무 기본적이고 인위적으로 얕은 깊이를 갖는 5가지 이유 기술을 비판했다.

## 예
문제의 예는 다음과 같다. 차량이 시동되지 않는 케이스에 대한 내용이다.
1. 왜? – 배터리가 방전되었다.
2. 왜? – 발전기가 작동하지 않는다.
3. 왜? – 발전기 벨트가 파손되었다.
4. 왜? – 교류 발전기 벨트가 유효 수명을 훨씬 넘어 교체되지 않았다.
5. 왜? – 권장 서비스 일정에 따라 차량이 유지 관리되지 않았다(근본 원인).

이 예에 대한 질문은 6번째, 7번째 또는 더 높은 수준으로 더 올라갈 수 있지만, 일반적으로 근본 원인을 파악하는 데는 이유를 묻는 5번의 반복이면 충분한다. 이 방법의 핵심 아이디어는 문제 해결사가 가정과 논리 함정을 피하고 대신 추상화 계층을 통해 효과부터 원래 문제와 여전히 연결되어 있는 근본 원인까지 직접적으로 증가하는 인과 관계 체인을 추적하도록 장려하는 것이다. 이 예에서 다섯 번째 "이유"는 근본 원인 수준에 도달했음을 나타내는 손상된 프로세스 또는 변경 가능한 동작을 나타낸다.
예에서 다섯 번째 이유에 대한 답변의 이러한 특성은 다섯 번째 이유 접근 방식의 중요한 측면이다. 실제 근본 원인은 제대로 작동하지 않거나 존재하지 않는 프로세스를 가리켜야 한다. 방법에 대한 이러한 이해가 없는 훈련받지 않은 진행자는 얻은 답변이 시간 부족, 투자 부족 또는 자원 부족과 같은 고전적인 답변을 가리키는 것처럼 보이는 경우가 종종 있다.

## 같이 보기
- 육하원칙
- 사원인
- 문답법